# Klompvoetkikkers
Klompvoetkikkers (Atelopus) zijn een geslacht van amfibieën uit de familie padden (Bufonidae). Klompvoetkikkers hebben in tegenstelling tot andere vertegenwoordigers van deze familie een kikkerachtige lichaamsbouw.
Het geslacht dankt zijn Nederlandstalige naam aan de vorm van de poten, waarbij de op een na buitenste teen veel langer is dan de andere, die afgeknot lijken. Veel soorten hebben bonte kleuren zoals rood, blauw en geel, vaak met opvallende kleurschakeringen en patronen. De meeste klompvoetkikkers worden hooguit vier tot vijf centimeter lang.
De groep wordt vertegenwoordigd door 96 moderne soorten. Daarnaast zijn er verschillende uitgestorven soorten beschreven. De nog voorkomende soorten leven verspreid in delen van centraal- en noordelijk Zuid-Amerika en in delen van zuidelijk Midden-Amerika. De habitats bestaan voornamelijk uit vochtige gebieden, zoals beboste hooggebergten en nevelbossen.
Klompvoetkikkers zijn een van de meest kwetsbare diergroepen ter wereld. Vrijwel alle soorten zijn zeer ernstig bedreigd omdat ze een klein verspreidingsgebied hebben, dat in sommige gevallen nog verder krimpt. Enkele klompvoetkikkers komen bijvoorbeeld alleen voor op een kleine bergflank, wat ze extra kwetsbaar maakt. Andere soorten zijn al lange tijd niet meer waargenomen en worden als uitgestorven beschouwd. De belangrijkste oorzaak van de achteruitgang van de klompvoetkikkers is een schimmelinfectie die de huid aantast.

## Naamgeving
De wetenschappelijke naam van het geslacht werd in 1841 voorgesteld door André Marie Constant Duméril en Gabriel Bibron. De naam is afgeleid van de Griekse woorden ἀτελής (atelēs; zonder einde, incompleet, afgeknot) en πούς (pous; voet). Duméril en Bibron plaatsten slechts de soort Atelopus flavescens in het geslacht, die daarmee automatisch de typesoort werd.
Klompvoetkikkers behoren tot de familie padden. Vroeger werden ze gezien als kikker-achtige padden. Tegenwoordig wordt er echter geen onderscheid meer gemaakt tussen kikkers en padden, zie ook het artikel kikkers. Alle soorten worden hierdoor aangeduid met 'kikkers'.
Klompvoetkikkers danken hun Nederlandstalige naam aan de bouw van de poten. Van de vier tenen van de voorpoot lijken de binnenste twee en de buitenste afgeknot. Van de vijf tenen van de achterpoot is eveneens de een na buitenste lang en is de lengte van de andere gereduceerd. Ook in sommige andere talen verwijst de naam naar dit kenmerk, zoals in het Engelse stubfoot toads en het Duitse Stummelfußfrösche. Daarnaast komt ook de naam harlekijnkikkers voor. Deze naam slaat op de bonte kleuren die veel soorten dragen, al zijn er ook onopvallend gekleurde klompvoetkikkers.

## Verspreiding en habitat

Verspreidingsgebied van Atelopus balios, deze soort komt voor in een klein gebied in Ecuador.

Klompvoetkikkers komen voor in centraal- en noordelijk Zuid-Amerika en delen van zuidelijk Midden-Amerika. Het totale verspreidingsgebied van het geslacht loopt van ongeveer 12 graden noorderbreedte tot 17 graden zuiderbreedte en omvat de landen Brazilië, Colombia, Costa Rica, Ecuador, Frans-Guyana, Guyana, Panama, Suriname en Venezuela. In Brazilië komen klompvoetkikkers alleen in het noorden voor. De meeste soorten leven op een hoogte van meer dan 1000 meter boven zeeniveau, enkele soorten komen voor tot een hoogte van 4000 meter.
De kikkers zijn voor de voortplanting afhankelijk van oppervlaktewater en blijven bij open water in de buurt. Veel soorten leven in bergstreken. De larven ontwikkelen zich in snelstromende beekjes. Hierop hebben klompvoetkikkers verschillende aanpassingen ontwikkeld. De eieren worden in strengen om stenen gewikkeld en de larven hebben een soort zuignap op hun buik om zich aan stenen te hechten. Dergelijke aanpassingen voorkomen dat de eieren en de larven wegspoelen uit de natuurlijke habitat.
De microhabitat bestaat altijd uit de bosbodem; klompvoetkikkers zijn zonder uitzondering bodembewoners. Soms zijn ze te vinden op bladeren van bomen en struiken tot een hoogte van maximaal 50 centimeter. Veel soorten leven tussen de bladeren in de strooisellaag of op met mos begroeide stenen.

### Hooggebergte
In grote delen van het areaal zijn klompvoetkikkers uitsluitend in hooggebergten te vinden, in een vegetatiezone die met de naam páramo wordt aangeduid. Deze vegetatiezone bestaat uit struiken en lage bomen. De bomen in deze ecozone worden zelden hoger dan tien meter. Planten waarmee klompvoetkikkers specifiek gerelateerd worden zijn verscheidene soorten orchideeën, epifyten, bromelia's, Tillandsia en varens.

### Nevelwoud
Soorten die in lager gelegen gebieden leven zijn te vinden in vochtige nevelwouden. Daar komen hoge bomen voor die begroeid zijn met andere planten. In deze dichte bossen dringt vaak nauwelijks zonlicht door. Dit komt niet alleen door de begroeiing, maar tevens door de vaak nevelachtige omstandigheden. De temperatuur ligt rond de 18°C en schommelt nauwelijks. De relatieve luchtvochtigheid bedraagt bijna altijd 100%.

## Uiterlijke kenmerken

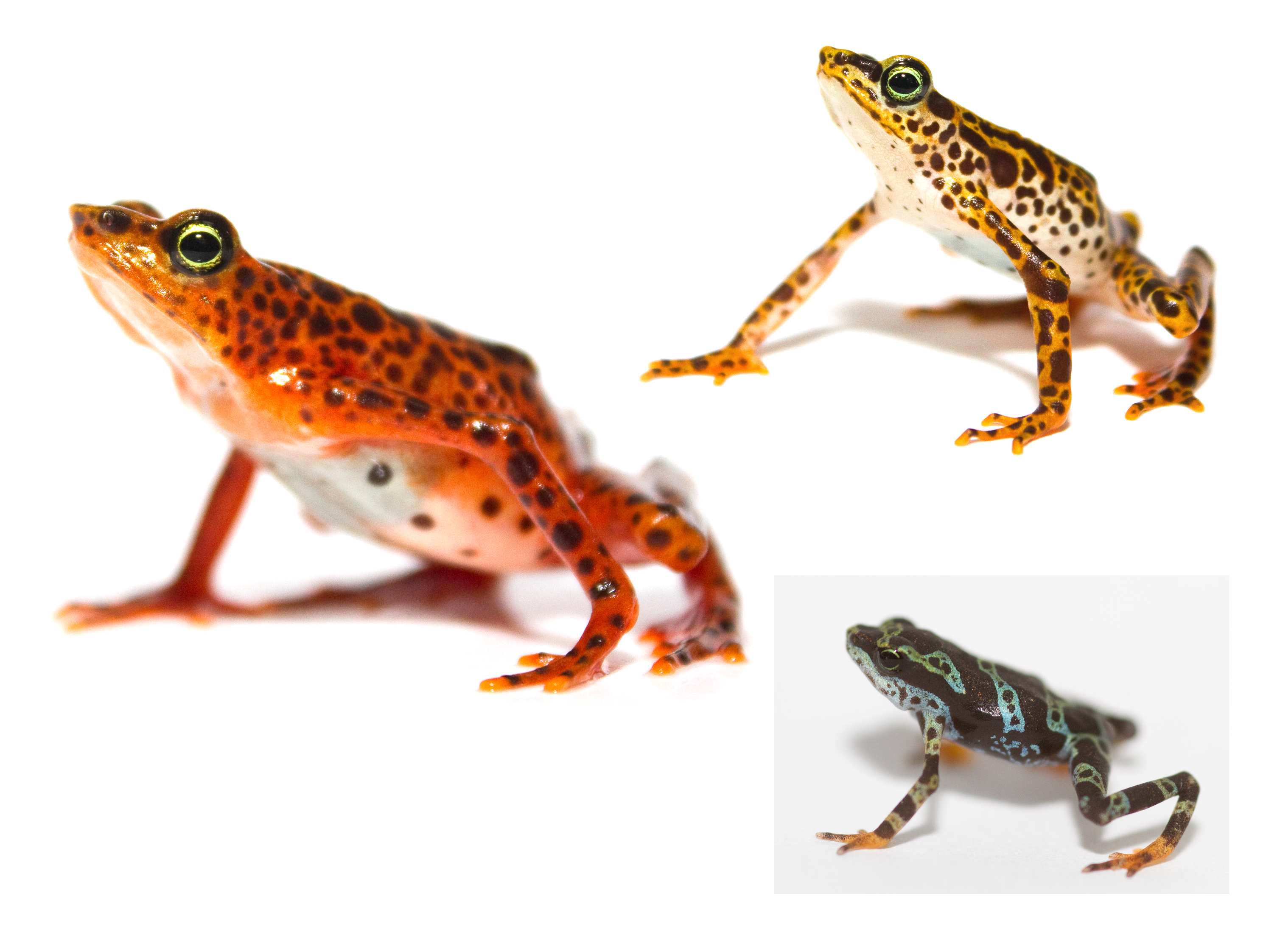
Vrouwtje (links), mannetje (boven) en juveniel van de soort Atelopus certus.

Naast de kenmerkende poten onderscheiden klompvoetkikkers zich door hun vaak bonte kleuren. Klompvoetkikkers zijn net als veel andere felgekleurde kikkers bijna allemaal zeer giftig. De felle kleuren geven dat signaal aan potentiële vijanden.
Klompvoetkikkers kunnen alle kleuren van de regenboog hebben. Veel soorten hebben een opvallende maar monotone kleur en andere hebben een opvallende tekening. Een aantal soorten heeft een duidelijke afweerkleur, omdat het kleurpatroon opvalt in de natuurlijke habitat. Andere hebben een opvallende kleur buiten hun natuurlijke omgeving, maar vallen in hun habitat niet op. Een voorbeeld is de kruisboomkikker (Atelopus cruciger), die een heldere groene tot gele kleur heeft met een opvallende zwarte nettekening. Op de met mos begroeide bodem van de bergstreken waar de kikker leeft, valt de kleur echter weg tegen de ondergrond.
Enkele bont gekleurde soorten zijn:
- Atelopus varius. Deze soort heeft een zwarte basiskleur en heeft heldere gele strepen en vlekken over het gehele lichaam.
- Atelopus oxyrhynchus; het lichaam is geheel geeloranje tot geel van kleur.
- Atelopus barbotini; deze soort heeft een diep zwarte kleur met zeer heldere roze tot paarse vlekken en strepen.
- Atelopus carrikeri; zwart met oranje vlekken en opvallend verdikte klieren over het gehele lichaam.
- Atelopus laetissimus; bruin met zeer veel heldere groene vlekken en groene dwarsbanden aan de poten.

### Kop

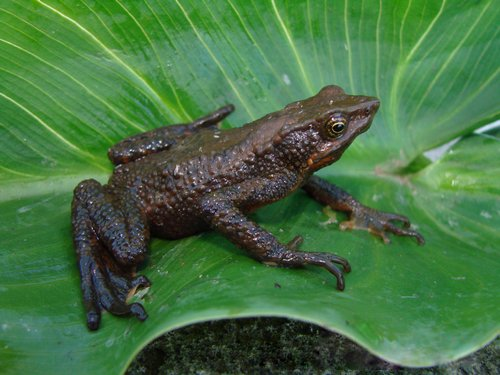
Atelopus nahumae heeft een bruine kleur en een wrattige huid. De soort is aan de vorm van de kop en de lange poten toch gemakkelijk te onderscheiden van de meeste andere padden.

Klompvoetkikkers hebben een relatief platte kop met een duidelijk afgeplatte tot spatelvormige snuit. De snuitpunt doet hierdoor aan een snavel denken. Bij sommige soorten lijkt het of een deel van de snuit is afgesneden. De ogen zitten aan de zijkanten van de kop en zijn relatief groot. De ogen hebben een horizontale, spleetvormige pupil. De pupil is overdag, als de dieren actief zijn, bijna rond van vorm. De meeste kikkers en padden hebben een duidelijk zichtbaar trommelvlies of tympanum. Bij klompvoetkikkers is het trommelvlies aanwezig, maar niet zichtbaar.

### Lichaamsbouw
De lichaamsbouw is karakteristiek; alle soorten hebben ongeveer dezelfde bouw. De romp is gedrongen maar de ledematen zijn relatief lang in vergelijking met die van andere soorten uit de familie padden.
Wat klompvoetkikkers met name onderscheidt van alle andere padden uit de Bufonidae-familie is de bouw van de schoudergordel. In tegenstelling tot andere padden hebben de Atelopus- soorten een aan de buikzijde gefuseerde schoudergordel waarbij het borstbeen ontbreekt.
Klompvoetkikkers zijn in het bezit van het orgaan van Bidder, dat alleen bij padden uit de familie Bufonidae voorkomt. Het orgaan is een rudimentaire klier die een rol speelt in de voortplanting. Als de testikels van een mannetje beschadigd raken, wordt het weefsel onder invloed van hormonen actief en groeit dan uit tot een vrouwelijk voortplantingsorgaan met eierstokken. Hierdoor kan een mannelijke pad in een vrouwtje veranderen.

### Poten

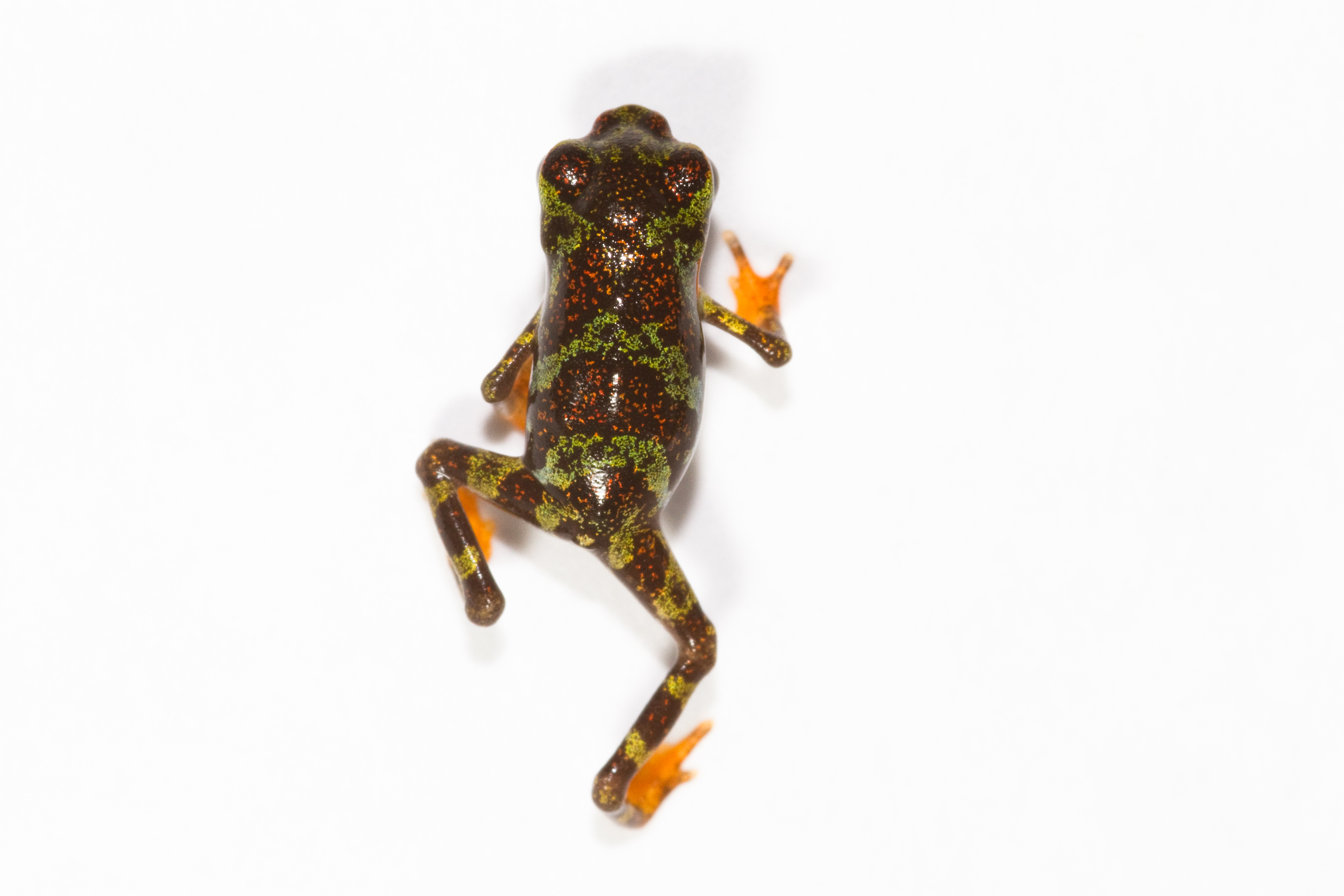
Klompvoetkikkers springen niet maar kruipen, afgebeeld is een jonge Atelopus certus.

In tegenstelling tot de meeste echte padden hebben klompvoetkikkers lange en zeer dunne poten wat een kikkerachtig kenmerk is. Ze zien er mager uit door het relatief slanke lichaam en de lange, dunne ledematen.
Klompvoetkikkers hebben net als alle andere kikkers in beginsel vijf tenen aan de achterpoten en vier vingers aan de voorpoten. Wat opvalt aan de achterpoten is dat de binnenste teen en soms de naastliggende teen zijn verkleind of zelfs zijn verdwenen. De vingers en tenen van de handen en voeten zijn in de regel deels versmolten, waarbij de uiteinden van vingers en tenen overigens nog wel zijn te zien.
De achterpoten hebben kleine zwemvliezen maar de kikkers betreden zelden het water. Alleen gedurende de paartijd komen ze tijdelijk in het water, waar de mannetjes de vrouwtjes lokken met hun geroep. Klompvoetkikkers springen niet; ze verplaatsen zich door te kruipen. De kikkers zijn niet snel, net als andere kikkers die veel lopen, waaronder de rugstreeppad (Epidalea calamita). De poten van een groot aantal soorten dragen een afstekende kleur, zoals rood of geel. Bij verstoring worden de poten boven het lichaam gekromd, zodat de felle kleuren zichtbaar worden. Dit dient om af te schrikken, zie ook onder vijanden en verdediging.

### Onderscheid met andere soorten
Klompvoetkikkers zijn door hun geringe lichaamslengte en de felle kleuren te verwarren met verschillende soorten.
Ze zijn vooral te verwarren met andere vertegenwoordigers van geslachten uit de familie padden die een vergelijkbare lichaamsbouw en -kleur hebben, zoals soorten uit de geslachten Melanophryniscus en Osornophryne. Daarnaast lijken klompvoetkikkers op soorten uit andere families, met als bekendste de pijlgifkikkers (Dendrobatidae). Ook de mantella's (geslacht Mantella) en de kortkopkikkers uit het geslacht Brachycephalus lijken wat betreft de bonte lichaamskleuren soms sterk op klompvoetkikkers.

## Vijanden en verdediging

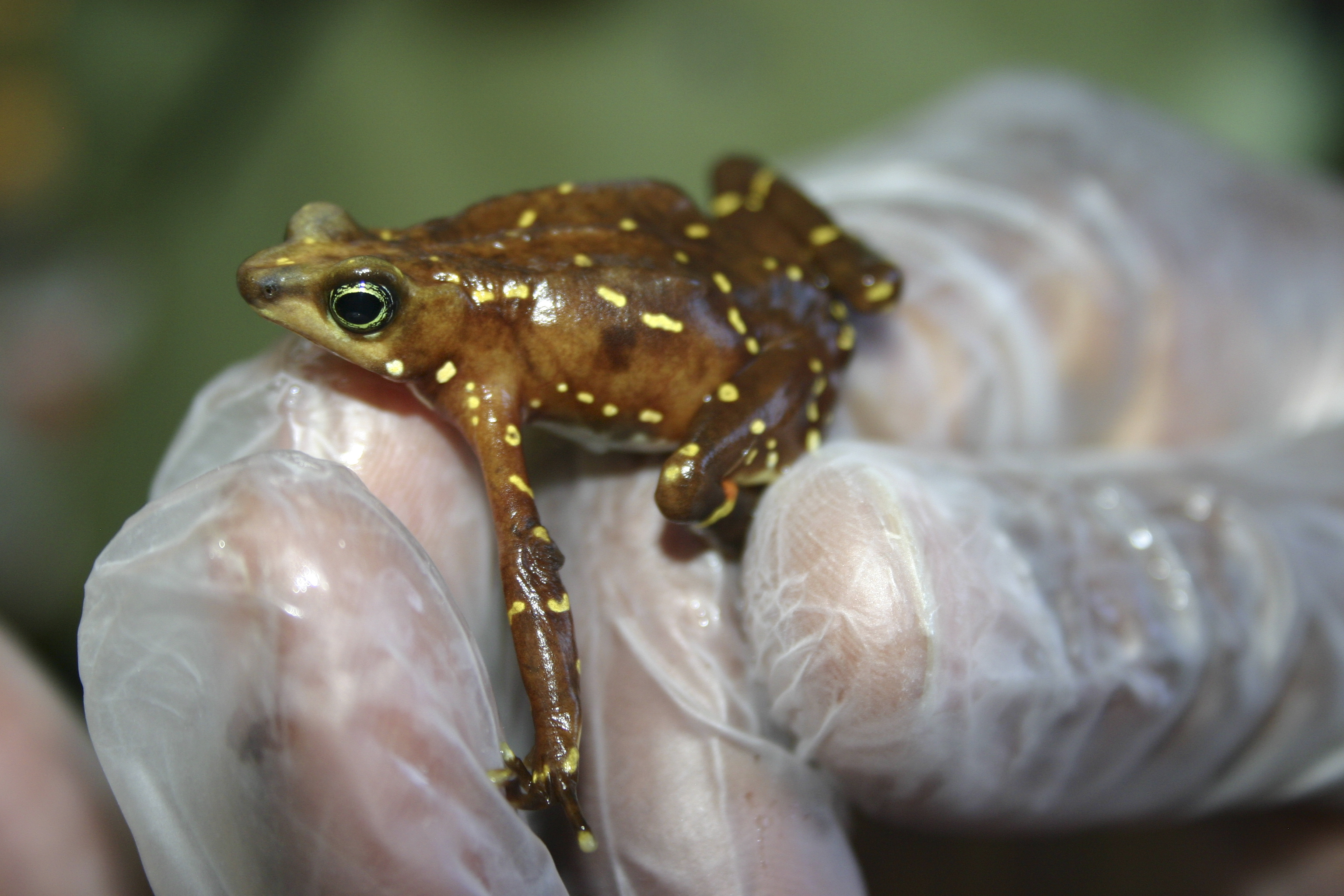
Wetenschappers gebruiken handschoenen om contact met de huid te vermijden, hier een gehanteerde Atelopus glyphus.

Klompvoetkikkers zijn zonder uitzondering giftig. De kikker slaat het gif op in de huid en ook de eitjes bevatten giftige verbindingen.
Van een aantal zeer giftige soorten is bekend dat ze zich in het geheel niet druk maken om vijanden en ook geen vluchtgedrag vertonen. Van jongere exemplaren is bekend dat ze zich vaker verschuilen, omdat ze nog geen gifvoorraad hebben.
Klompvoetkikkers zijn net als alle kikkers met felle kleuren overdag actief, anders zou hun kleur geen functie hebben. Ze zijn hierdoor gemakkelijk te zien door roofdieren maar deze aarzelen vaak om een fel gekleurde kikker op te eten vanwege de afschrikkende kleur. Alleen de minder giftige soorten worden soms wel gegeten door vijanden. Van de slang Erythrolamprus epinephelus is waargenomen dat deze zonder problemen een zeer giftige harlekijnkikker verorberde. Waarschijnlijk is de slang niet immuun voor het gif, maar heeft stoffen ontwikkeld die het vergif deels onschadelijk maken.
Klompvoetkikkers leven in hetzelfde werelddeel als de eveneens giftige pijlgifkikkers uit de familie Dendrobatidae. Vertegenwoordigers van deze laatste groep worden gebruikt om de pijlpunten van lokale indianen te voorzien van vergif. Klompvoetkikkers worden daar zover bekend niet voor gebruikt.

### Gifstoffen
Het is al sinds lange tijd bekend dat klompvoetkikkers een zeer giftige huidafscheiding bezitten. Over de aard van het gif was lange tijd weinig bekend. De verbindingen die de toxische effecten veroorzaken werden bij de kikkers meestal voor het gemak vernoemd naar de groep waartoe ze behoren, zoals het gif van de pijlgifkikkers (Dendrobatidae) dat dendrobatine werd genoemd. Het gif van klompvoetkikkers werd daarom vroeger wel atelopidtoxine genoemd, naar de (verouderde) wetenschappelijke familienaam Atelopodidae.

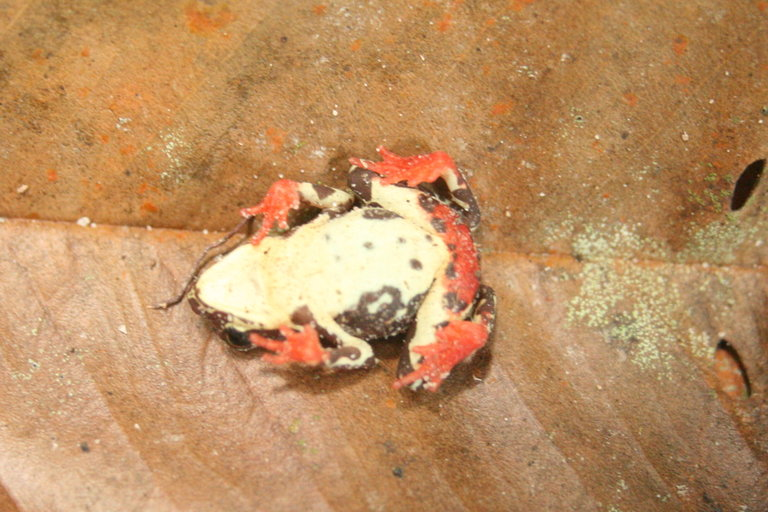
De poten hebben soms rode kleuren om af te schrikken, hier een mannetje van de harlekijnkikker.

Later is het huidgif van klompvoetkikkers hernoemd naar zetekitoxine (afgekort ZTX) omdat het gif van met name de bonte klompvoetkikker (Atelopus zeteki) erg potent bleek te zijn. De verbindingen in de huid van de verschillende soorten klompvoetkikkers bleek echter duidelijk af te wijken wat betreft potentie. Bij de soorten die een duidelijk minder gevaarlijke variant aanmaken wordt de verbinding zetekitoxine C genoemd. De gevaarlijke vorm van zeketitoxine wordt aangeduid met AB.
Naarmate er meer onderzoek wordt gedaan naar de verbindingen in de huid van de verschillende soorten blijkt dat enkele verbindingen alleen bekend zijn van een enkele soort of soortgroep. Een voorbeeld is chiriquitoxine (afgekort CHTX), dat uit de huid van Atelopus chiriquiensis geïsoleerd is.
Naast de verbindingen die uniek zijn voor klompvoetkikkers komt er ook een gifstof voor die bekend is bij andere dieren: tetrodotoxine. Deze stof komt ook voor bij de kogelvis en andere giftige dieren die hierdoor vaak levensgevaarlijk zijn. Klompvoetkikkers hebben echter een lage concentratie van deze verbinding in de huid, het is voor zover bekend nooit het hoofdbestandsdeel. Een voorbeeld van een soort die zowel zetekitoxine als tetrodotoxine aanmaakt is de harlekijnkikker (Atelopus varius).
De verschillende giftige verbindingen blokkeren het transport van ionen door de natriumkanalen in de cellen. Dit kan bij gewervelde dieren leiden tot ernstige celschade wat zich uit in afwijkend gedrag, zoals braakneigingen en stuiptrekkingen. Het gif kan al in relatief geringe hoeveelheden tot de dood van het dier lijden. Daarnaast is de afscheiding van de huid bijzonder onsmakelijk. De combinatie van een giftige huidafscheiding die tevens een verschrikkelijke smaak heeft komt meer voor bij de kikkers. Als een vijand eenmaal weet dat het dier niet te eten is, zal het voortaan met rust worden gelaten.

### Schrikkleur
Klompvoetkikkers hebben vaak een rode of gele kleur aan de onderzijde van de poten. Dit komt bij een aantal soorten ook bij de volwassen dieren voor. Van soorten die als volwassen kikker geen felle pootkleur hebben is bekend dat ze als juveniel en subadult wel over een felle kleur poten beschikken. Een felle kleur die plotseling wordt vertoond wordt ook wel een schrikkleur genoemd. Bij verstoring worden de poten ook wel boven het lichaam gekromd. Dit komt ook bij andere kikkers voor en wordt wel het unkenreflex genoemd. Het dient om vijanden af te schrikken als het dier wordt belaagd. Het woord unkenreflex komt uit het Duits en dient om het gelijkende gedrag van vuurbuikpadden (Unken in het Duits) aan te duiden.

## Voortplanting en ontwikkeling
| Lok- en territoriumroep (mannetje Atelopus franciscus) | Lok- en territoriumroep (mannetje Atelopus franciscus) |
| ------------------------------------------------------ | ------------------------------------------------------ |
| Lokroep                                                | Territoriaal geluid                                    |
|                                                        |                                                        |

De mannetjes lokken de vrouwtjes met een lokroep. De roep bestaat uit een trillend geluid dat meer weg heeft van een vogel dan van een kikker. Van klompvoetkikkers is bekend dat ook de vrouwtjes een dergelijke lokroep kennen, waarmee ze mannetjes aantrekken. Dit komt bij andere kikkers zelden voor.
De meeste kikkers planten zich voort in de regentijd, maar klompvoetkikkers zetten de eieren af in het droge jaargetijde. Omdat alle soorten in bergstreken leven, zouden de eieren en larven wegspoelen naar laaggelegen delen waar ze niet kunnen overleven. Van waarnemingen van de paargroepen van klompvoetkikkers uit de jaren tachtig is bekend dat ze zich in grote groepen van honderden tot duizenden paartjes verzamelden.

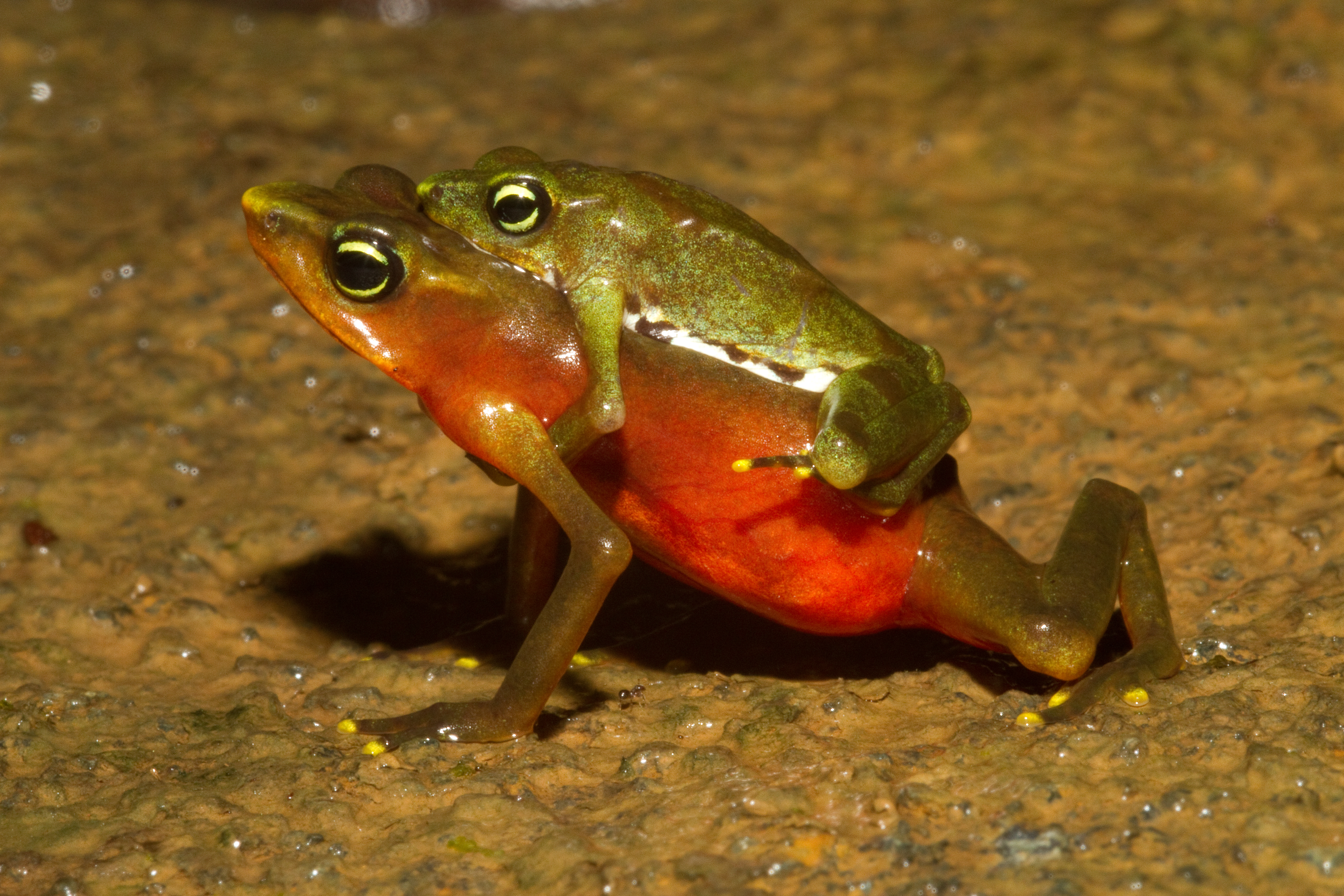
Amplexus Atelopus limosus.

Van mannetjes is bekend dat ze een vrouwtje bespringen zodra deze zich in het territorium begeeft. Ook als de voortplantingstijd nog weken tot maanden op zich laat wachten. Beide partners ondervinden hier hinder van; het vrouwtje moet het mannetje meezeulen en het mannetje kan gedurende deze tijd moeilijk eten. Van de soort Atelopus flavescens is een waarneming bekend, waarbij de amplexus meer dan vier maanden duurde. Waarschijnlijk is de kans klein dat twee partners elkaar tegenkomen, waardoor reeds lange tijd voor de afzet van de eieren voor de zekerheid een vrouwtje wordt beklommen.

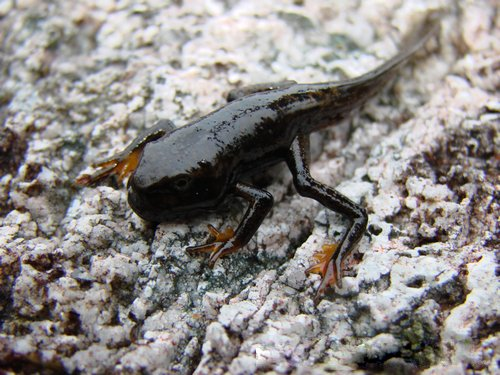
Bijna volgroeide larve van Atelopus carrikeri.

De eieren worden afgezet in tijdelijke poeltjes en de embryo's ontwikkelen zich snel. De eieren worden in strengen afgezet, waarschijnlijk om te voorkomen dat ze wegspoelen. Na ongeveer 24 uur komen de larven uit het ei. De larven leven vaak in stromend water, ze hebben soms een specialisatie om zich aan objecten te hechten zodat ze niet worden weggespoeld. Van larven van de soort Atelopus flavescens is bekend dat ze een soort zuignapachtige structuur aan de onderzijde van de buik hebben waarmee ze zich zeer efficiënt kunnen vastzuigen aan stenen. De wetenschappers die de kikkervisjes onderzochten moesten de larven letterlijk loswrikken om ze te kunnen bestuderen.
De larven van veel soorten zijn beschreven, maar van sommige soorten is nog nooit een kikkervisje aangetroffen. Een voorbeeld is de soort Atelopus guanujo. De larven hebben vele vijanden en het grootste deel wordt opgegeten voor ze de kans krijgen om te metamorfoseren.
Als de larve volledig is ontwikkeld vindt de metamorfose plaats. Hierbij verschijnen de poten en wordt de staart door het lichaam opgenomen. Veel klompvoetkikkers hebben als juveniel rode tot oranje poten die dienen als waarschuwingskleur. Bij veel soorten verdwijnen deze kleuren naarmate de dieren ouder worden.

## Bedreiging en bescherming

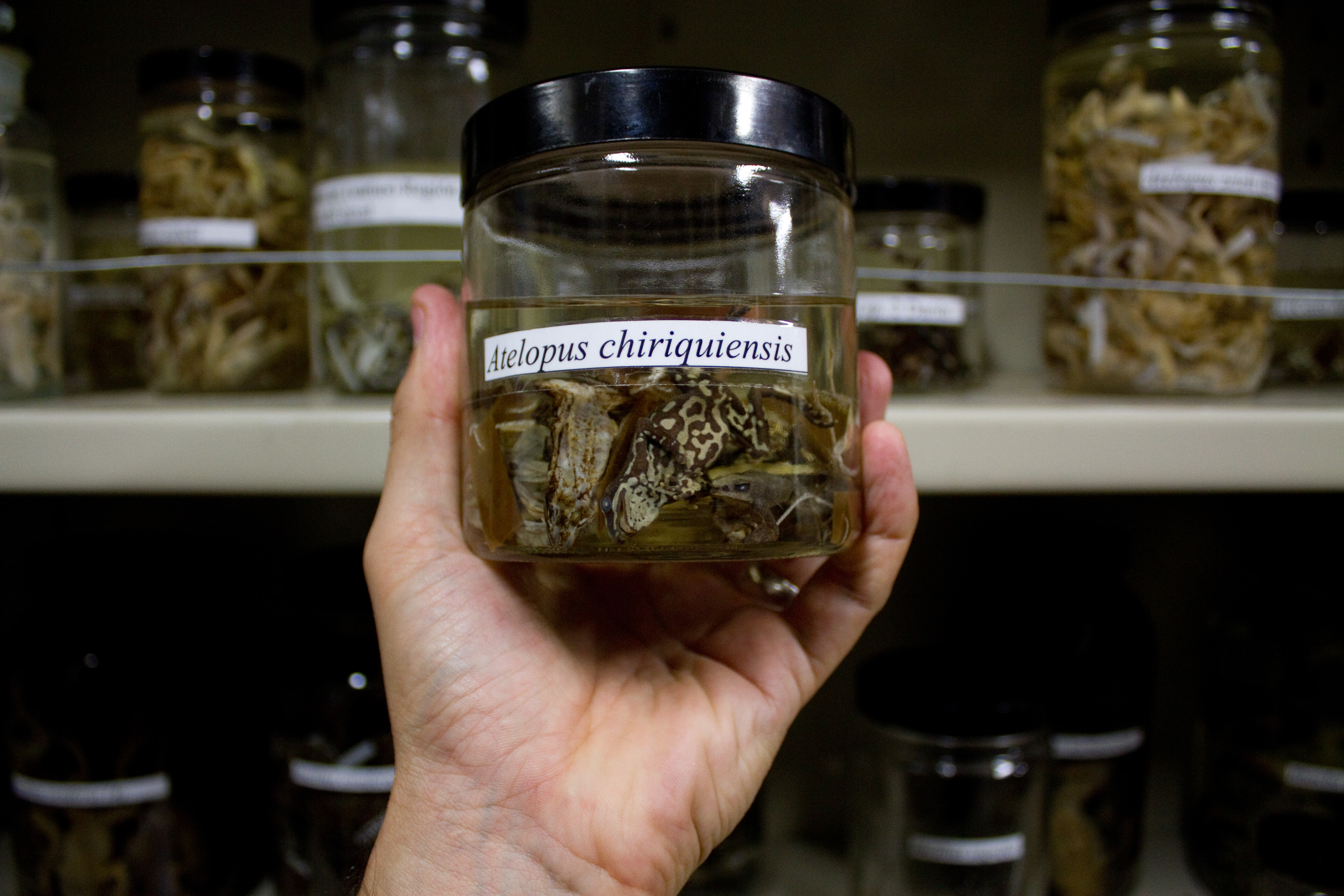
Atelopus chiriquiensis kwam vroeger algemeen voor, maar is tegenwoordig alleen te vinden in museumcollecties. Deze kikker is sinds 1996 niet meer gezien, ondanks intensieve zoekacties.

Klompvoetkikkers zijn een van de meest bedreigde diergroepen ter wereld. Bijna driekwart (73 procent) van de soorten heeft de beschermingsstatus kritiek, wat betekent dat ze een zeer hoge kans hebben om in de nabije toekomst uit te sterven. Zeven soorten worden beschouwd als bedreigd, vijf als kwetsbaar, en acht zijn nog niet beoordeeld. Van drie soorten is zeker dat ze recent zijn uitgestorven; het werkelijke aantal recent uitgestorven soorten ligt vermoedelijk hoger.
Veel soorten zijn slechts bekend van de locatie waar ze voor het eerst zijn aangetroffen. Een aantal soorten heeft een zeer klein areaal, zoals een enkele bergflank. Het zou kunnen dat dergelijke soorten nog redelijk algemeen voorkomen, maar er is niet altijd onderzoek naar gedaan. Biologen hebben intensief naar verschillende van die zeldzamere soorten gezocht, maar een aantal werd niet meer teruggevonden. Een voorbeeld is de soort Atelopus longirostris, die al sinds 1989 niet meer is gezien. Nu zijn er meer soorten die al tientallen jaren niet zijn gezien, maar het betreft vaak soorten die in zeer afgelegen gebieden leven of in oorlogsgebieden waar het lastig is onderzoek te doen. Atelopus longirostris leeft in een toegankelijk gebied en er zijn door biologen intensieve zoekacties opgezet, maar de soort is nooit meer waargenomen.
De belangrijkste bedreigingen van de kikkers zijn het veranderen van de natuurlijke habitat, het klimaat, vervuiling en met name de beruchte huidschimmel chytridiomycose. Deze ziekte wordt veroorzaakt door de schimmel Batrachochytrium dendrobatidis. Alle klompvoetkikkers zijn hiervoor gevoelig. De schimmel tast de huid aan waarna de dieren sterven. Van alle bedreigingen waaraan de kikker in de afgelopen tientallen jaren heeft blootgestaan heeft deze ziekte waarschijnlijk de meest negatieve impact gehad. De schimmel heeft op vele populaties van klompvoetkikkers een verwoestende werking gehad.
Sommige soorten, zoals de bonte klompvoetkikker (Atelopus zeteki) uit Panama zijn in grote hoeveelheden gevangen voor de farmaceutische industrie om hun huidgif te onderzoeken.

## Taxonomie en indeling

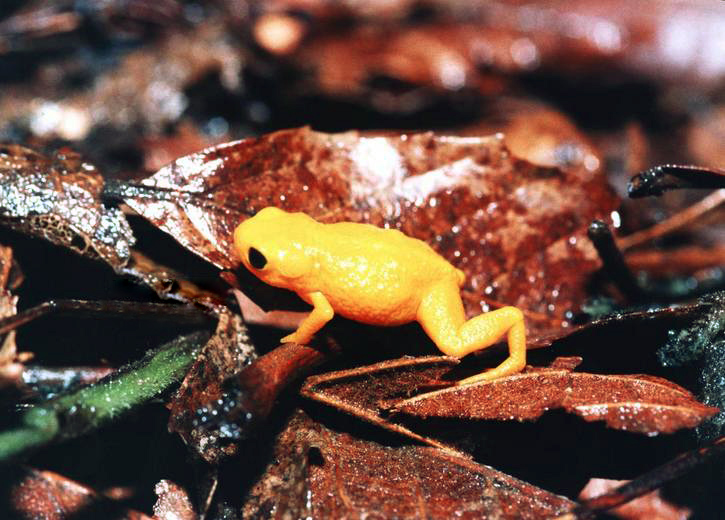
De zadelpad (Brachycephalus ephippium) werd vroeger ook tot de klompvoetkikkers gerekend.

De indeling van klompvoetkikkers is sterk aan verandering onderhevig geweest. Vroeger werd de groep samen met een aantal andere geslachten als een aparte familie gezien: Atelopodidae. De opvallende zadelpad (Brachycephalus ephippium) werd vroeger eveneens tot de paddenfamilie gerekend, maar dit is achterhaald. De zadelpad heeft enkele afwijkende kenmerken en mist bovendien het orgaan van Bidder dat klompvoetkikkers hebben.

### Indeling
Klompvoetkikkers zien er weliswaar kikkerachtig uit, maar hebben enkele eigenschappen die alleen bij de echte padden voorkomen. Ze worden tot deze familie gerekend omdat ze een zogenaamd orgaan van Bidder bezitten. Dit orgaan is bij andere families van kikkers in aanleg ook aanwezig, maar alleen bij padden is het enigszins ontwikkeld.
Klompvoetkikkers verschillen verder sterk van alle andere soorten uit de paddenfamilie. Padden hebben in de regel een gedrongen lichaamsbouw en hebben in tegenstelling tot klompvoetkikkers relatief korte poten.

### Soorten
Tegenwoordig (februari 2017) zijn er 96 verschillende soorten klompvoetkikkers. Het soortenaantal verandert echter regelmatig. Van alle bekende soorten zijn er twee beschreven in 2011 en vijf in 2010. Vele zijn pas de afgelopen tien jaar voor het eerst wetenschappelijk beschreven. Verwacht wordt dat de komende jaren meer soorten zullen worden toegevoegd omdat er nog vele zoektochten naar onherbergzame gebieden zullen worden ondernomen. Dit dient zowel om de status van de huidige soorten te monitoren, maar ook om nieuwe soorten te ontdekken.
Veel soorten zijn beschreven op basis van gepreserveerde exemplaren in een museum. Dergelijke klompvoetkikkers zijn vaak in de jaren zestig verzameld en pas decennia later wetenschappelijk beschreven. Waarschijnlijk liggen er nog tientallen 'nieuwe' (nog te beschrijven) soorten in musea te wachten op een beschrijving en publicatie. Het soortenaantal zal hierdoor uiteindelijk nog verder toenemen.
In 2010 werd een soort beschreven die een zwarte basiskleur heeft met een patroon van afstekende paarse vlekken over de gehele bovenzijde van het lichaam. Foto's werden in de internationale media gepubliceerd vanwege de spectaculaire kleuren.
Onderstaand zijn alle soorten in een tabel opgenomen, waarbij de wetenschappelijke naam, de verspreiding en de beschermingsstatus is weergegeven.
| Soorten uit het geslacht Atelopus | Soorten uit het geslacht Atelopus                                     | Soorten uit het geslacht Atelopus        | Soorten uit het geslacht Atelopus              |
| --------------------------------- | --------------------------------------------------------------------- | ---------------------------------------- | ---------------------------------------------- |
| Afbeelding                        | Naam                                                                  | Verspreiding                             | Status                                         |
| --                                | Atelopus andinus Rivero, 1968                                         | Peru                                     | Kritiek (achteruitgaand)                       |
| --                                | Atelopus angelito Ardila-Robayo & Ruiz-Carranza, 1998                 | Colombia                                 | Kritiek (achteruitgaand)                       |
| --                                | Atelopus ardila Coloma et al., 2010                                   | Colombia, Ecuador                        | Kritiek (achteruitgaand)                       |
| --                                | Atelopus arsyecue Rueda-Almonacid, 1994                               | Colombia                                 | Kritiek (achteruitgaand)                       |
| --                                | Atelopus arthuri Peters, 1973                                         | Ecuador                                  | Kritiek (achteruitgaand)                       |
| --                                | Atelopus balios Peters, 1973                                          | Ecuador                                  | Kritiek (achteruitgaand)                       |
|                                   | Atelopus barbotini Lescure, 1981                                      | Frans-Guyana                             | Niet opgenomen                                 |
| --                                | Atelopus bomolochos Peters, 1973                                      | Ecuador, Peru                            | Kritiek (achteruitgaand)                       |
| --                                | Boulengers klompvoetkikker (Atelopus boulengeri) Peracca, 1904        | Ecuador                                  | Kritiek (achteruitgaand)                       |
| --                                | Atelopus carauta Ruiz-Carranza & Hernández-Camacho, 1978              | Colombia                                 | Kritiek (achteruitgaand)                       |
| --                                | Atelopus carbonerensis Rivero, 1974                                   | Venezuela                                | Kritiek (achteruitgaand)                       |
|                                   | Atelopus carrikeri Ruthven, 1916                                      | Colombia                                 | Kritiek (onbekend)                             |
|                                   | Atelopus certus Barbour, 1923                                         | Panama                                   | Bedreigd (achteruitgaand)                      |
|                                   | Atelopus chiriquiensis Shreve, 1936                                   | Panama, Costa Rica                       | Uitgestorven                                   |
| --                                | Atelopus chirripoensis Savage & Bolaños, 2009                         | Costa Rica                               | Kritiek (achteruitgaand)                       |
| --                                | Atelopus chocoensis Lötters, 1992                                     | Colombia                                 | Kritiek (achteruitgaand)                       |
| --                                | Atelopus chrysocorallus La Marca, 1996                                | Venezuela                                | Kritiek (achteruitgaand)                       |
| --                                | Atelopus coynei Miyata, 1980                                          | Ecuador                                  | Kritiek (achteruitgaand)                       |
|                                   | Kruisklompvoetkikker (Atelopus cruciger) Lichtenstein & Martens, 1856 | Venezuela                                | Kritiek (achteruitgaand)                       |
| --                                | Atelopus dimorphus Lötters, 2003                                      | Peru                                     | Bedreigd (achteruitgaand)                      |
| --                                | Atelopus ebenoides Rivero, 1963                                       | Colombia                                 | Kritiek (achteruitgaand)                       |
|                                   | Atelopus elegans Boulenger, 1882                                      | Colombia en Ecuador                      | Kritiek (achteruitgaand)                       |
| --                                | Atelopus epikeisthos Lötters, Schulte, & Duellman, 2005               | Peru                                     | Kritiek (achteruitgaand)                       |
| --                                | Atelopus erythropus Boulenger, 1903                                   | Peru                                     | Kritiek (achteruitgaand)                       |
| --                                | Atelopus eusebianus Rivero & Granados-Díaz, 1993                      | Colombia                                 | Kritiek (achteruitgaand)                       |
| --                                | Atelopus eusebiodiazi Venegas et al., 2008                            | Peru                                     | Kritiek (achteruitgaand)                       |
| --                                | Atelopus exiguus Boettger, 1892                                       | Ecuador                                  | Kritiek (achteruitgaand)                       |
| --                                | Atelopus famelicus Rivero & Morales, 1995                             | Colombia                                 | Kritiek (achteruitgaand)                       |
| --                                | Atelopus farci Lynch, 1993                                            | Colombia                                 | Kritiek (achteruitgaand)                       |
|                                   | Atelopus flavescens Duméril & Bibron, 1841                            | Brazilië en Frans-Guyana                 | Kwetsbaar (stabiel)                            |
|                                   | Atelopus franciscus Lescure, 1974                                     | Frans-Guyana                             | Kwetsbaar (stabiel)                            |
| --                                | Atelopus fronterizo Vesely & Batista, 2021                            | Panama en Colombia                       | Niet beoordeeld                                |
| --                                | Atelopus galactogaster Rivero & Serna, 1993                           | Colombia                                 | Kritiek (onbekend)                             |
| --                                | Atelopus gigas Coloma et al, 2010                                     | Colombia                                 | Kritiek (achteruitgaand)                       |
|                                   | Atelopus glyphus Dunn, 1931                                           | Panama, Colombia                         | Kritiek (achteruitgaand)                       |
| --                                | Atelopus guanujo Coloma, 2002                                         | Ecuador                                  | Kritiek (achteruitgaand)                       |
| --                                | Atelopus guitarraensis Osorno-Muñoz et al, 2001                       | Colombia                                 | Kritiek (achteruitgaand)                       |
| --                                | Atelopus halihelos Peters, 1973                                       | Ecuador                                  | Kritiek (achteruitgaand)                       |
| --                                | Atelopus hoogmoedi Lescure, 1974                                      | Brazilië, Frans-Guyana, Guyana, Suriname | Niet opgenomen                                 |
|                                   | Atelopus ignescens Cornalia, 1849                                     | Colombia                                 | Beschouwd als uitgestorven, herontdekt in 2018 |
|                                   | Atelopus laetissimus Ruiz-Carranza et al, 1994                        | Colombia                                 | Kritiek (achteruitgaand)                       |
|                                   | Atelopus limosus Ibáñez et al, 1995                                   | Panama                                   | Bedreigd (achteruitgaand)                      |
| --                                | Atelopus loettersi De la Riva et al, 2011                             | Peru                                     | Bedreigd (achteruitgaand)                      |
| --                                | Atelopus longibrachius Rivero, 1963                                   | Colombia                                 | Bedreigd (achteruitgaand)                      |
| --                                | Atelopus longirostris Cope, 1868                                      | Ecuador, Colombia                        | Uitgestorven                                   |
| --                                | Atelopus lozanoi Osorno-Muñoz et al, 2001                             | Colombia                                 | Kritiek (achteruitgaand)                       |
| --                                | Atelopus lynchi Cannatella, 1981                                      | Ecuador, Colombia                        | Kritiek (achteruitgaand)                       |
| --                                | Atelopus mandingues Osorno-Muñoz et al, 2001                          | Colombia                                 | Kritiek (onbekend)                             |
| --                                | Atelopus marinkellei Cochran & Goin, 1970                             | Colombia                                 | Kritiek (achteruitgaand)                       |
| --                                | Atelopus mindoensis Peters, 1973                                      | Ecuador                                  | Kritiek (achteruitgaand)                       |
| --                                | Atelopus minutulus Ruiz-Carranza et al, 1988                          | Colombia                                 | Kritiek (achteruitgaand)                       |
| --                                | Atelopus mittermeieri Acosta-Galvis et al, 2006                       | Colombia                                 | Bedreigd (achteruitgaand)                      |
| --                                | Atelopus monohernandezii Ardila-Robayo et al, 2002                    | Colombia                                 | Kritiek (achteruitgaand)                       |
| --                                | Atelopus mucubajiensis Rivero, 1974                                   | Venezuela                                | Kritiek (achteruitgaand)                       |
| --                                | Atelopus muisca Rueda-Almonacid & Hoyos, 1992                         | Colombia                                 | Kritiek (achteruitgaand)                       |
|                                   | Atelopus nahumae Ruiz-Carranza et al, 1994                            | Colombia                                 | Kritiek (onbekend)                             |
| --                                | Atelopus nanay Coloma, 2002                                           | Ecuador                                  | Kritiek (achteruitgaand)                       |
| --                                | Atelopus nepiozomus Peters, 1973                                      | Ecuador                                  | Kritiek (onbekend)                             |
| --                                | Atelopus nicefori Rivero, 1963                                        | Colombia, Ecuador                        | Kritiek (onbekend)                             |
| --                                | Atelopus nocturnus Bravo-Valencia & Rivera-Correa, 2011               | Colombia                                 | Kritiek (onbekend)                             |
| --                                | Atelopus onorei Coloma et al, 2007                                    | Ecuador                                  | Kritiek (achteruitgaand)                       |
| --                                | Atelopus orcesi Coloma et al, 2010                                    | Ecuador                                  | Kritiek (achteruitgaand)                       |
| --                                | Atelopus oxapampae Lehr, Lötters, & Lundberg, 2008                    | Peru                                     | Bedreigd (onbekend)                            |
| --                                | Atelopus oxyrhynchus Boulenger, 1903                                  | Venezuela                                | Kritiek (achteruitgaand)                       |
| --                                | Atelopus pachydermus Schmidt, 1857                                    | Ecuador, Peru                            | Kritiek (achteruitgaand)                       |
| --                                | Atelopus palmatus Andersson, 1945                                     | Ecuador                                  | Onbekend                                       |
| --                                | Atelopus pastuso Coloma et al, 2010                                   | Colombia, Ecuador                        | Kritiek (achteruitgaand)                       |
|                                   | Atelopus patazensis Venegas et al, 2008                               | Peru                                     | Kritiek (achteruitgaand)                       |
| --                                | Atelopus pedimarmoratus Rivero, 1963                                  | Colombia                                 | Kritiek (onbekend)                             |
| --                                | Atelopus peruensis Gray & Cannatella, 1985                            | Peru                                     | Kritiek (onbekend)                             |
| --                                | Atelopus petersi Coloma et al, 2007                                   | Ecuador                                  | Kritiek (achteruitgaand)                       |
| --                                | Atelopus petriruizi Ardila-Robayo, 1999                               | Colombia                                 | Kritiek (onbekend)                             |
| --                                | Atelopus pictiventris Kattan, 1986                                    | Colombia                                 | Kritiek (onbekend)                             |
| --                                | Atelopus pinangoi Rivero, 1982                                        | Venezuela                                | Kritiek (achteruitgaand)                       |
| --                                | Atelopus planispina Jiménez de la Espada, 1875                        | Ecuador                                  | Kritiek (achteruitgaand)                       |
| --                                | Atelopus podocarpus Coloma et al, 2010                                | Ecuador, Peru                            | Niet opgenomen                                 |
|                                   | Atelopus pulcher Boulenger, 1882                                      | Peru                                     | Kritiek (achteruitgaand)                       |
| --                                | Atelopus pyrodactylus Venegas & Barrio, 2006                          | Peru                                     | Kritiek (onbekend)                             |
| --                                | Atelopus quimbaya Ruiz-Carranza & Osorno-Muñoz, 1994                  | Colombia                                 | Kritiek (onbekend)                             |
| --                                | Atelopus reticulatus Lötters et al, 2002                              | Peru                                     | Kritiek (achteruitgaand)                       |
| --                                | Atelopus sanjosei Rivero & Serna, 1989                                | Colombia                                 | Onbekend                                       |
| --                                | Atelopus seminiferus Cope, 1874                                       | Peru                                     | Kritiek (achteruitgaand)                       |
| --                                | Atelopus senex Taylor, 1952                                           | Costa Rica                               | Uitgestorven                                   |
| --                                | Atelopus sernai Ruiz-Carranza & Osorno-Muñoz, 1994                    | Colombia                                 | Kritiek (achteruitgaand)                       |
| --                                | Atelopus simulatus Ruiz-Carranza & Osorno-Muñoz, 1994                 | Colombia                                 | Kritiek (achteruitgaand)                       |
| --                                | Atelopus siranus Lötters & Henzl, 2000                                | Peru                                     | Onbekend                                       |
| --                                | Atelopus sonsonensis Vélez-Rodriguez & Ruiz-Carranza, 1997            | Colombia                                 | Kritiek (onbekend)                             |
| --                                | Atelopus sorianoi La Marca, 1983                                      | Venezuela                                | Kritiek (achteruitgaand)                       |
|                                   | Atelopus spumarius Cope, 1871                                         | Brazilië, Ecuador en Peru                | Kwetsbaar (achteruitgaand)                     |
|                                   | Atelopus spurrelli Boulenger, 1914                                    | Colombia                                 | Kwetsbaar (achteruitgaand)                     |
| --                                | Atelopus subornatus Werner, 1899                                      | Colombia                                 | Kritiek (achteruitgaand)                       |
| --                                | Atelopus tamaense La Marca et al, 1990                                | Colombia, Venezuela                      | Kritiek (achteruitgaand)                       |
| --                                | Atelopus tricolor Boulenger, 1902                                     | Bolivia, Peru                            | Kwetsbaar (achteruitgaand)                     |
|                                   | Atelopus varius Lichtenstein and Martens, 1856                        | Costa Rica, Panama                       | Kritiek (achteruitgaand)                       |
| --                                | Atelopus vogli Müller, 1934                                           | Venezuela                                | Uitgestorven                                   |
| --                                | Atelopus walkeri Rivero, 1963                                         | Colombia                                 | Kritiek (achteruitgaand)                       |
|                                   | Atelopus "wampukrum"                                                  | Ecuador                                  | Niet beoordeeld                                |
|                                   | Bonte klompvoetkikker (Atelopus zeteki) Dunn, 1933                    | Panama                                   | Kritiek (achteruitgaand)                       |